# Бюргштадт
Бюргштадт (нем. Bürgstadt) — торговая община в Германии, в земле Бавария. Подчиняется административному округу Нижняя Франкония. Входит в состав района Мильтенберг и непосредственно подчиняется управлению административного сообщества Эрфталь, являясь его центром.
По данным на 31 декабря 2015 года:
- территория — 1738,7 га;
- население — 4284 чел.;
- плотность населения — 246,39 чел./км²;
- землеобеспеченность с учётом внутренних вод — 4058,59 м²/чел.

## Население
По оценке на 31 декабря 2015 года население общины Бюргштадт составляет 4284 чел. 

| Дата      | 1840 | 1871 | 1900 | 1925 | 1939 | 1950 | 1961 | 1970 | 1987 | 2011 |
| --------- | ---- | ---- | ---- | ---- | ---- | ---- | ---- | ---- | ---- | ---- |
| Население | 1571 | 1500 | 1753 | 1667 | 1868 | 2725 | 3259 | 3549 | 3864 | 4302 |

| Год       | 1960 | 1970 | 1980 | 1990 | 2000 | 2009 | 2010 | 2011 | 2012 | 2013 | 2014 | 2015 |
| --------- | ---- | ---- | ---- | ---- | ---- | ---- | ---- | ---- | ---- | ---- | ---- | ---- |
| Население | 3179 | 3559 | 3578 | 3988 | 4351 | 4226 | 4220 | 4302 | 4292 | 4306 | 4332 | 4284 |

## Известные жители
- Хайнрихзон, Эрнст — нацистский военный преступник, бургомистр Бюргштадта в 1960—1980 гг. Во время процесса над Хайнрихзоном жители города собрали 200 000 марок, чтобы позволить ему остаться на воле во время процесса.